# Dance You Off
A Dance You Off (magyarul: Letáncollak) Benjamin Ingrosso svéd énekes dala, amellyel Svédországot képviselte a 2018-as Eurovíziós Dalfesztiválon, Lisszabonban. A dal a 2018. március 10-én rendezett tizenkétfős svéd nemzeti döntőben nyerte el az indulás jogát, ahol a nemzetközi zsűri és a nézői szavazatok együttese alakította ki a végeredményt.

## Melodifestivalen

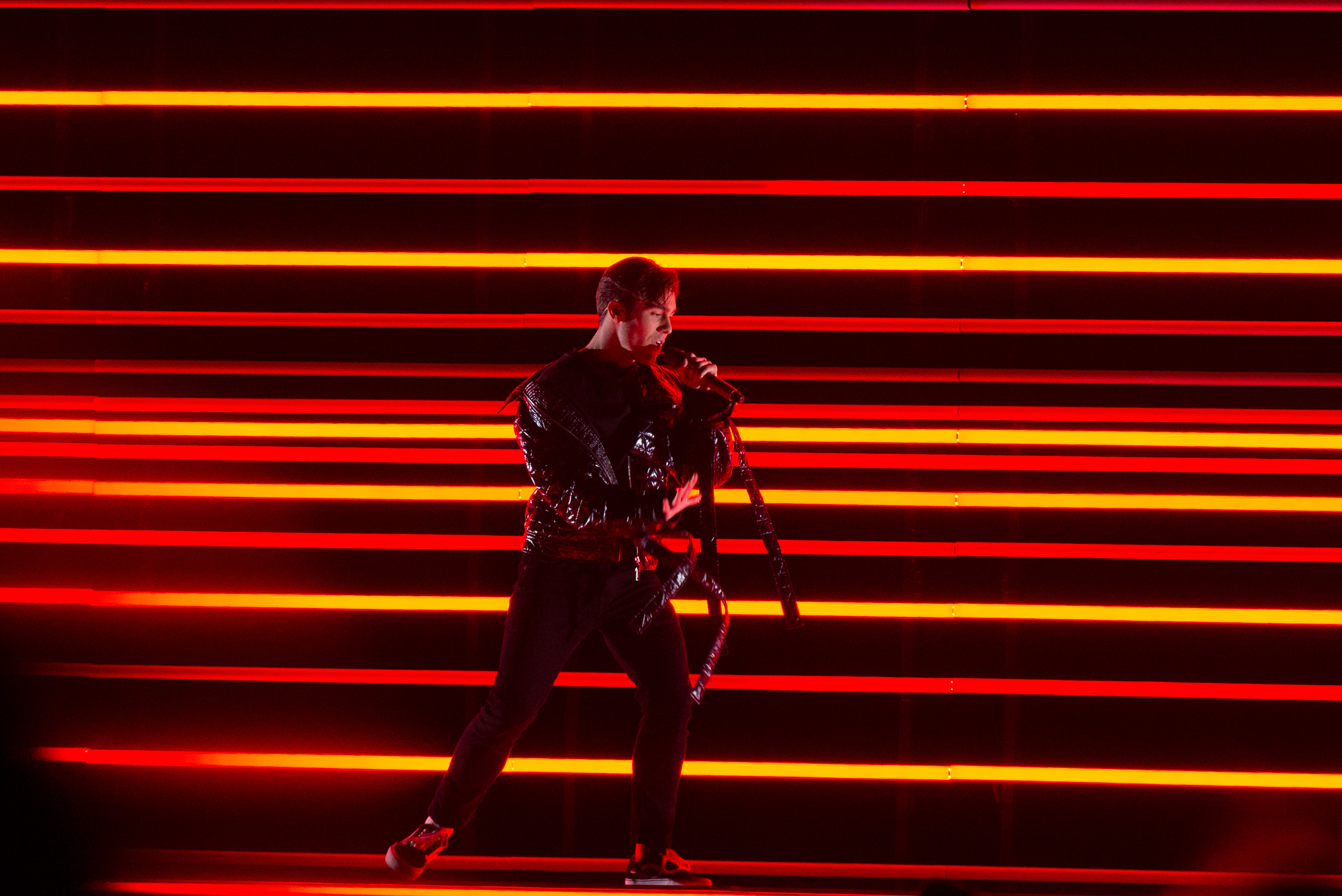
Benjamin Ingrosso a Melodifestivalen döntőjében

A dalt legelőször 2018. február 3-án adták elő a svéd eurovíziós dalválasztóműsor, a Melodifestivalen első elődöntőjében a karlstadi Löfbergs Arénában. Egyenes ágon jutott tovább a döntőbe, mivel az első helyen végzett az elődöntőben.
A március 10-én, a stockholmi Friends Arénában rendezett döntőben összesen tizenkét előadó és dal versengett az Eurovíziós Dalfesztiválra való kijutásért. Ingrosso fellépési sorrendben tizenegyedikként állt színpadra. A dal 181 ponttal megnyerte a nemzeti döntőt, 114 pontot szerezve a tizenegy nemzetközi zsűritől és 67 pontot begyűjtve a nézőktől.

## Eurovíziós Dalfesztivál
A dalt a 2018-as Eurovíziós Dalfesztiválon először a május 10-i második elődöntőben adták elő fellépési sorrendben tizenötödikként. Innen 254 ponttal, a második helyen jutott tovább a döntőbe.
A május 13-án rendezett döntőben fellépési sorrendben huszadikként adták elő. A dal a szavazás során 274 pontot szerzett, ez a hetedik helyet jelentette a huszonhat fős mezőnyben.

## Toplisták
| Toplista (2018)                | Csúcspozíció |
| ------------------------------ | ------------ |
| Svédország (Sverigetopplistan) | 2.           |

## Külső hivatkozások
- Dalszöveg (angol nyelven). 4lyrics.eu
- A dal videóklipje. YouTube-videó, Benjamin Ingrosso, 2018. február 24.
- A dal előadása a Melodifestivalen első elődöntőjében. YouTube-videó, Melodifestivalen, 2018. február 3.
- A dal előadása a Melodifestivalen döntőjében. YouTube-videó, Melodifestivalen, 2018. március 10.
- A dal előadása a Eurovíziós Dalfesztivál második elődöntőjében. YouTube-videó, Eurovision Song Contest, 2018. május 10.
- A dal előadása a Eurovíziós Dalfesztivál döntőjében. YouTube-videó, Eurovision Song Contest, 2018. május 12.
- A dal akusztikus verziójának előadása. YouTube-videó, Benjamin Ingrosso, 2018. május 22.
- A dal hivatalos videóklipje. YouTube-videó, Benjamin Ingrosso, 2018. május 25.

| Előző I Can’t Go On Robin Bengtsson (2017) | A Melodifestivalen győztese (Svédország dala az Eurovíziós Dalfesztiválon) 2018 | Következő Too Late for Love John Lundvik (2019) |